# 10364 Тайнай
10364 Тайнай (10364 Tainai) — астероїд головного поясу, відкритий 3 листопада 1994 року.
Тіссеранів параметр щодо Юпітера — 3,647.
Названо на честь Тайнай (яп. たいない(胎内) тайнай).